# Dickson Choto
Dickson Choto, né le 19 mars 1981 à Wedza, est un footballeur zimbabwéen. Il joue au poste de défenseur. 

## Carrière

### En club
- 2000 : Darryn Textiles FC -  Zimbabwe (79 matchs - 14 buts)
- 2000-2002 : Górnik Zabrze -  Pologne (12 matchs - 0 but)
- 2002-2003 : Pogoń Szczecin -  Pologne (10 matchs - 0 but)
- 2003-2013 : Legia Varsovie -  Pologne (145 matchs - 4 buts)

## Palmarès
- 7 sélections et 0 buts avec le Zimbabwe
- Championnat de Pologne : 2006, 2013
- Vice-Champion de Pologne : 2009
- Vainqueur de la Coupe de Pologne : 2011, 2012, 2013
- Finaliste de la Coupe de Pologne : 2004
- Supercoupe de Pologne de football : 2008